# سالار د آتاکاما

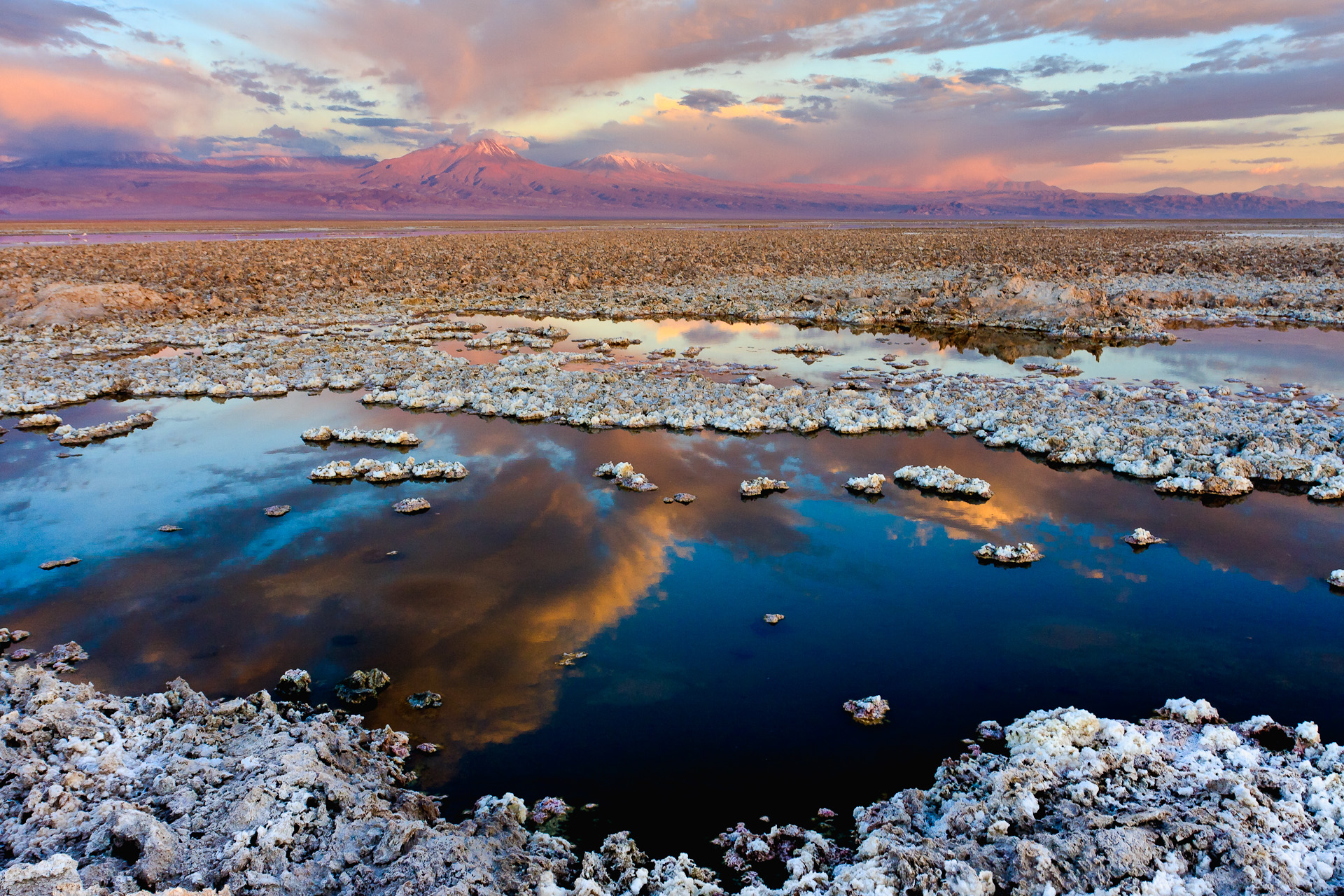
سالار د آتاکاما با پس زمینه آتشفشان لیکانکابور

سالار د آتاکاما (به انگلیسی: Salar de Atacama) بزرگترین شوره‌زار کشور شیلی است. این شوره‌زار با وسعت ۵۵ کیلومتر (۳۴ مایل) در جنوب سن پدرو آتاکاما واقع شده‌است، این مکان کاملاً توسط کوه‌ها محصور شده است.

## نگارخانه

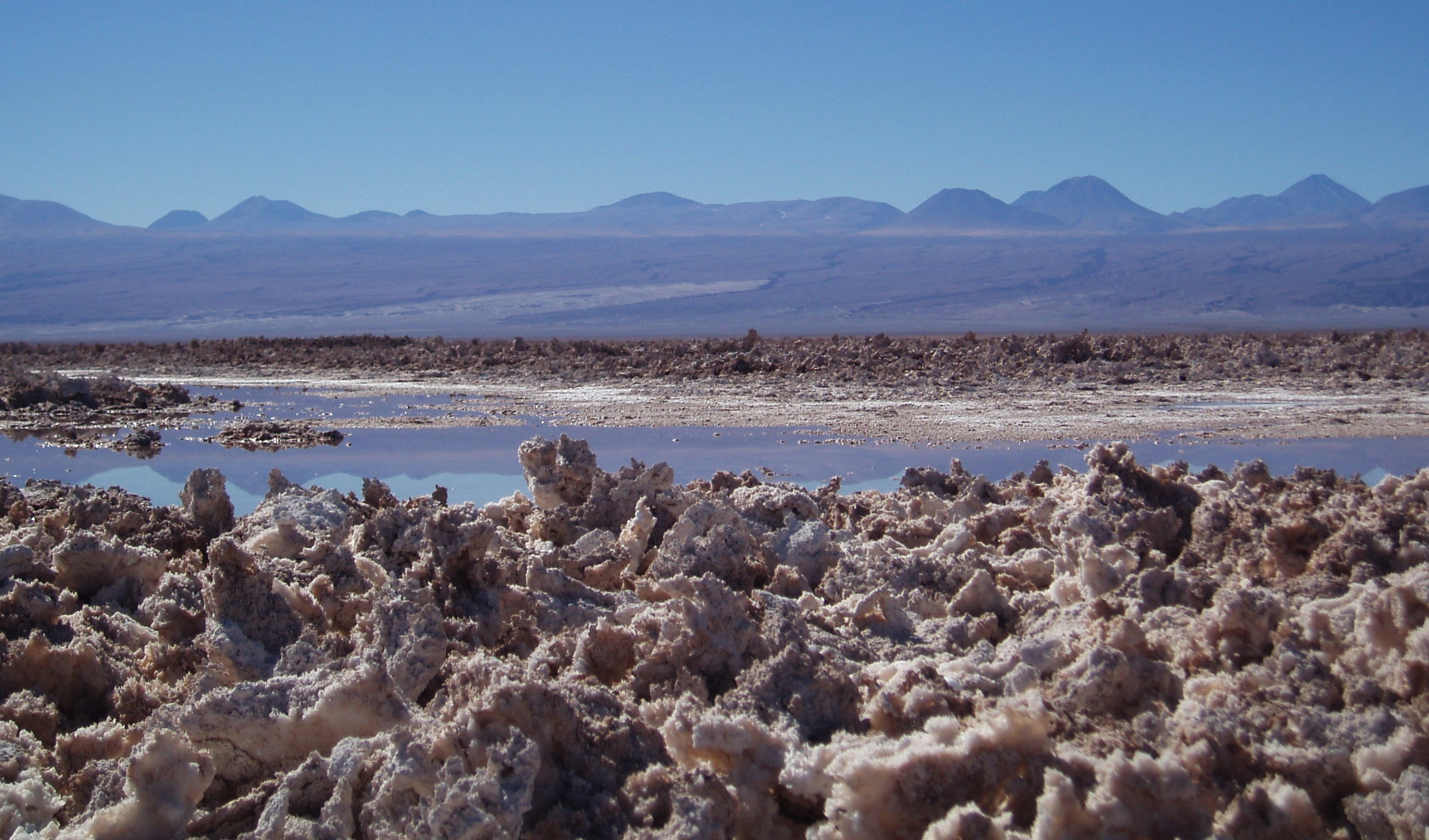
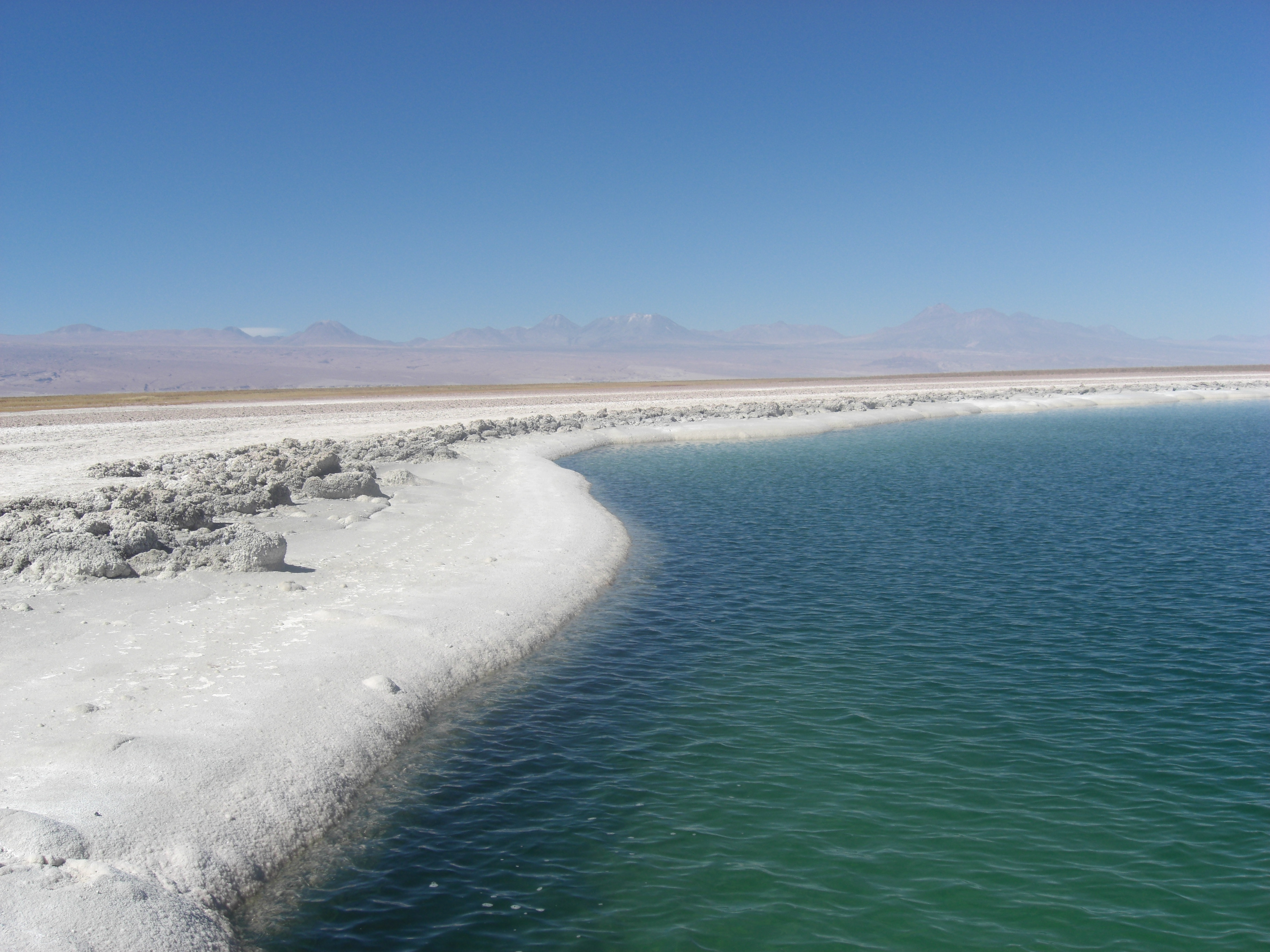
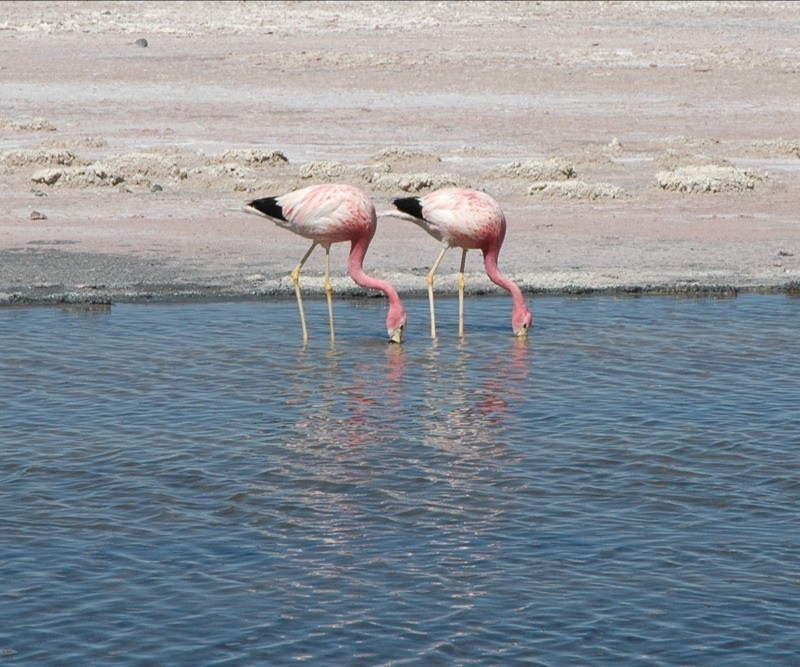
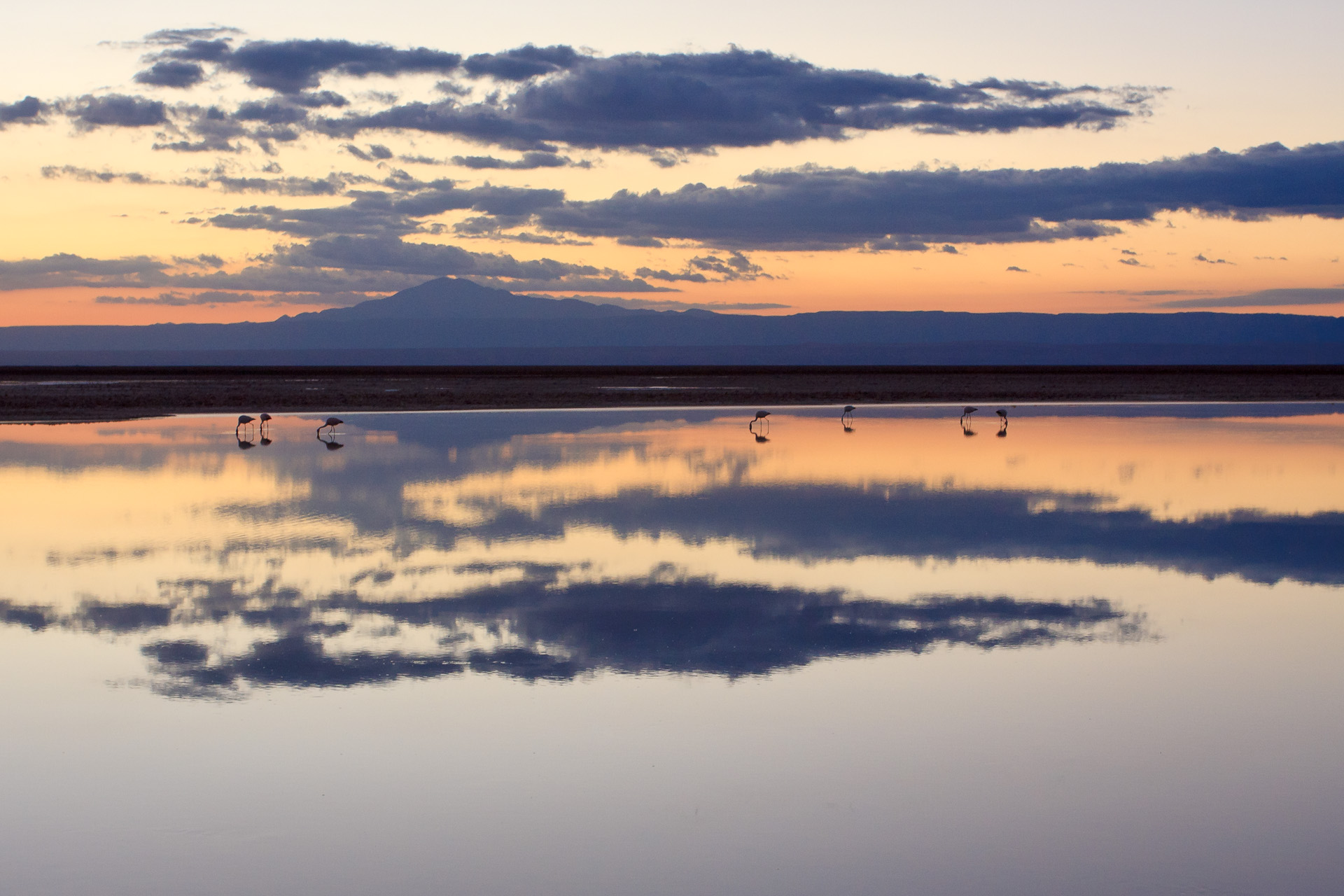
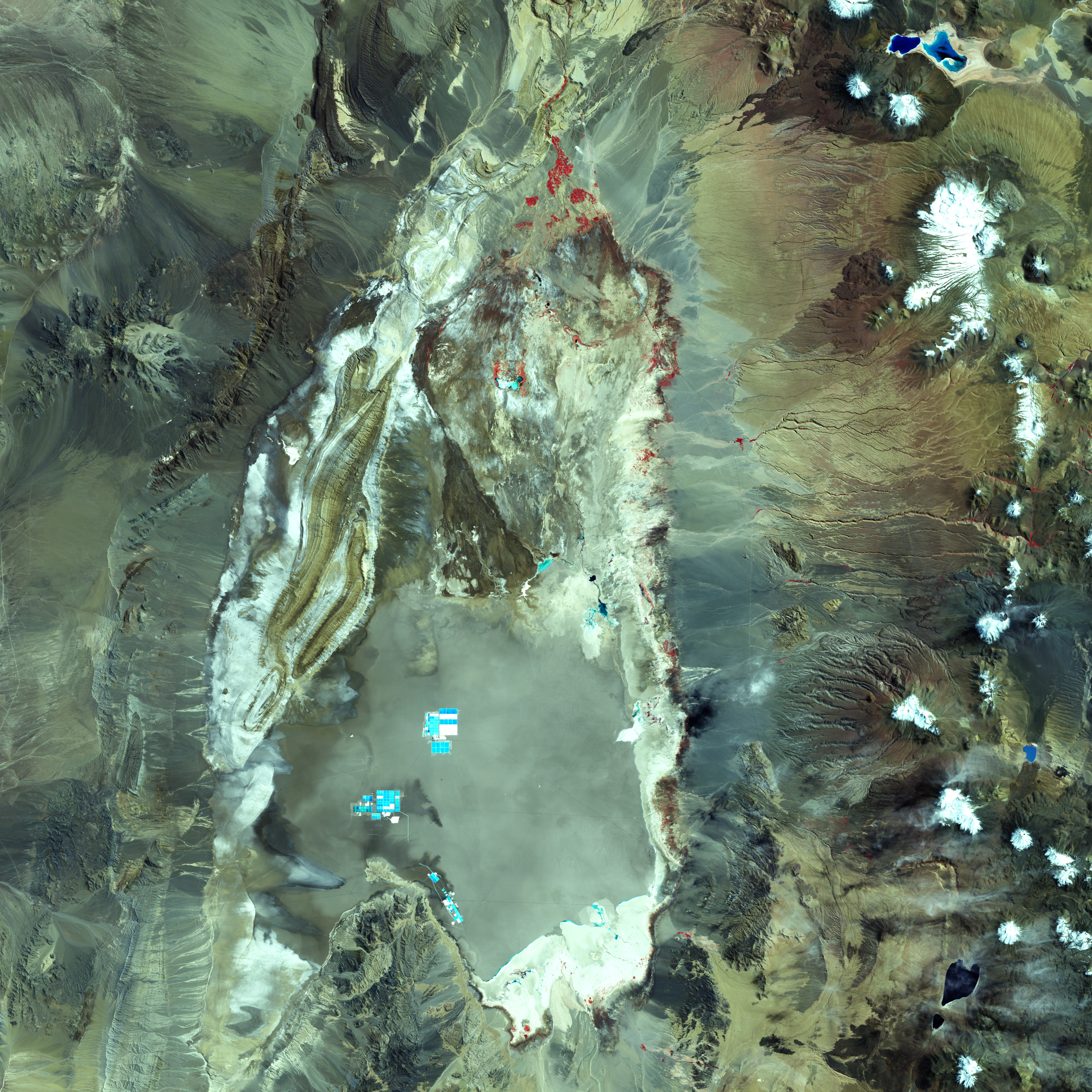